# Ladbyskibet
Ladbyskibet er Danmarks eneste bevarede skibsgrav fra vikingetiden. Det blev fundet i 1935 af apoteker og amatørarkæolog Poul Helweg Mikkelsen og ligger i en gravhøj på en mark ved Ladby tæt ved kysten ved Kerteminde Fjord på Fyn. Hele skibsudstillingen er opbygget, så den ligger i den oprindelige gravhøj, men under en betonhvælving fra 1937. Den udgør nu Vikingemuseet Ladby, der ejes af Nationalmuseet og drives af Østfyns Museer.

## Fundhistorie
Ladbyhøjen var højere, men pløjning har udjævnet den. 1933 fandt gårdejer Erik Eriksen, Nymarksgård, et kranium på sin mark, og i efteråret 1934 stødte han på store sten i nordenden af højen og en samling mystiske jerntakker. Han tilkaldte apoteker og amatørarkæolog Poul Helweg Mikkelsen. Landmanden fortalte ham, at man i løbet af de seneste 25 år på marken havde fundet 20-30 skeletter i forbindelse med grusgravning. Efter at have undersøgt kraniet, vendte apotekeren hjem, men blev tilkaldt året efter, da man fandt en noget nær komplet kvindegrav med masser af udstyr og yderligere tre grave på marken. Poul Helweg Mikkelsen begyndte en udgravning, men efter at han fandt de første klinknagler overtog Nationalmuseet udgravningerne i efteråret 1935, men uden at kunne forklare, hvad det var for jerntakker man havde fundet. I januar 1935 blev udgravningerne genoptaget, og der blev fundet et større antal jernnagler, der lå på række, og det var dem, der fik museumsassistenten og apotekeren til at konkludere, at der var tale om et skib. Jerntakkerne havde dekoreret stævnen. Det første fund af den slags i Danmark. Udgravningen blev afsluttet i 1936.

## Skibet
Midt i højen lå skibet med stævnen mod syd. Skibets egetrækonstruktion er næsten borte, men aftrykket i jorden af skibets form og klinkbygningen er meget tydelig, og ca. 2.000 klinknagler af jern tegner formen. Kølplanken i skibets bund var T-formet og gjorde skibet i stand til at føre sejl. Sejlet, sandsynligvis et råsejl på ca. 60 m², er ikke bevaret. Skibet er ca. 22 m langt og største bredde er ca. 3 m. I skibet fandtes 17 spanter; der var 16 årepar, der ikke er bevaret, med plads til 32 roere. Skibet var ca. 1 m højt midtskibs og havde en dybgang på 50 cm. Forholdet 7:1 mellem længde og bredde viser, at Ladbyskibet var et hurtigt og manøvredygtigt krigsskib. Topfarten for Ladbyskibet var ved roning ca. 4-5 knob, for sejl ca. 9 knob. Råsejlsskibe kan krydse.
Stævnen var en trappetrinsstævn, hvor en stor træblok var udskåret, så den passede til bordplankernes klinkbygning. Forstævnen var formet som et dragehoved. Selve hovedet er gået tabt, men dragens manke ses stadig som en række tætsiddende fine jernspiraler. Dragehovedet skulle imponere venner og skræmme fjender. Agterstævnen var formet som en krum dragehale. Den er også væk nu. I skibet ses stadig et stokanker, der ligger nydeligt i forstævnen. Ankeret vejede oprindeligt ca. 20 kg og var udstyret med en kædeforløber af jern.
I forstavnen lå et forgyldt bronzesamlestykke for læderremme. Det var resterne af hundeseletøj, og dyreornamenteringen i jellingstil på metallet var en vigtig detalje i dateringen af skibsbegravelsen til mellem 900 og 950 e. Kr.
I bagbords side fandtes en træplade på 45x60 cm, der var malet med geometriske mønstre. Farverne falmede desværre hurtigt, men resterne af pladen ses som en mørk plet.
I skibet lå flere sæt seletøj til heste med bid, stigbøjler, sporer og spænder.
Skibets ejer, en vikingehøvding, var lagt i et gravkammer, muligvis på en seng. Gravkammeret var bygget i træ mellem agterstavnen og masten, hvor skibet blev styret fra. Hele skibet var dækket af en trækonstruktion.
Graven har været plyndret, og høvdingen er rådnet væk, men der er fundet rester af en fint guldindvirket, byzantinsk silketunika og pelsrester og fjer, der muligvis er resterne af høvdingens sengetøj. Ved gravkammeret blev der fundet omkring 600 rester af småting, der vidnede om en fornem begravelse: et bæltespænde, en sølvtallerken, et bronzefad, et spilbrædt, en træspand osv.
Uden for rælingen blev fundet 45 pilespidser med rester af pileskafter. I skibet lå en skjoldbule, men ingen våben, hvilket er usædvanligt. Måske er de fleste våben fjernet i forbindelse med gravskændingen, der sandsynligvis skete kort tid efter gravsætningen, da den solide skjoldbule var rustet så meget, at den kunne brækkes i to stykker.
Den døde høvding blev fulgt i graven af 11 heste, der i kropsbygning minder om nutidige nordbagger med et stangmål på omkring 1,25 m. Og mindst fire hunde. Knoglerne af dyrene ses stadig i bunden af skibet. Skibet var slæbt på land, og over skibet og gravkammeret var lagt de græstørv, der danner Ladbyhøj.

## Museet
Da udgravningerne var afsluttet meldte spørgsmålet sig om, hvor resterne af skibet skulle opbevares. Nationalmuseet i København opgav at hjemføre fundet af økonomiske årsager. Poul Helweg Mikkelsen tilbød at betale for opførelsen af en betonhvælving over skibet, så det dels blev liggende på findestedet, dels blev beskyttet mod vind og vejr. 1937 blev betonhvælvingen over gravstedet bygget og derefter dækket med jord, hvorefter det blev overdraget til Nationalmuseet.
I maj 1945 flyttedes et ældre bindingsværkshus tæt på gravhøjen, og huset blev fra 1949 bolig for den kustode, der havde opsyn med gravhøjen og skibet. På museet findes en udstilling om fund fra vikingetiden i området. Selve museet og højen ligger afsides på en lille vej. Øst og sydøst for Ladbyhøjen findes almindelige gravpladser med 11 udgravede grave fra vikingetiden.
I 1963 fremstillede man en rekonstruktion af skibet. Det hed Imme Gram og forliste ved Lyø i 2009.
1984-1985 blev der installeret klimaanlæg i højen efter en donation fra A.P. Møller og Hustru Chastine Mc-Kinney Møllers Fond til almene Formaal.
1994 blev driften af museet overdraget fra Nationalmuseet til Østfyns Museer, selv om Nationalmuseet stadig ejer gravhøjen og skibet. Da Kerteminde Museum fik Langeskov og Munkebo Kommune som ansvarsområde, blev den arkæologiske afdeling placeret i bygningen ved Ladbyskibet. Endnu en donation fra A.P. Møllers fond gjorde det muligt at etablere en kælder i 1997-1998, som yderligere sikrede fortidsmindet.
I 2007 blev der indviet en tilbygning til museet, hvor en del genstande, som blev fundet ved den oprindelige udgravning, blev overdraget af Nationalmuseet til Vikingemuseet Ladby.
I 2011 begyndte museet at bygge en rekonstruktion af Ladbyskibet i fuld størrelse. Vikingeskibsmuseet i Roskilde, der har lavet flere rekonstruktioner af historiske skibe, har fungeret som konsulenter. Rekonstruktionen var færdig og blev søsat lørdag den 14. maj 2016, hvor op mod 2000 mennesker overværede jomfrusejladsen.

## Ladbyskibet under krigen
Under den tyske besættelse fortalte man den samme historie om Ladbyskibet i Danmark som om Osebergskibet i Norge: Et par tyske officerer kom for at se skibet. Efter omvisningen sagde den ene til opsynsmanden, at han ikke kunne se noget særligt ved det skib, og fik til svar: "Det kan jeg ikke forstå, for med den slags skibe har vi to gange erobret England."

## Eksterne kilder og henvisninger
- Vikingemuseet Ladby
- fynsk-fortids-fund

55°26′44″N 10°36′55″Ø / 55.445444°N 10.615172°Ø